# Tripladenia
Tripladenia, monotipski biljni rod iz porodice mrazovčevki, smješten u tribus Tripladenieae. Jedina vrsta je australski endem T. cunninghamii iz Queenslanda i Novog Južnog Walesa
Naraste do 40 cm visine. Listovi su jednostavni, naizmjenični; jajasti do lancetasti, dugi od 40 do 90 cm, široki od 1 do 4,5 cm, šiljatih vrhova. Plod je jajasta kapsula, smežurana, promjera 6 do 8 mm; sjeme žuto ili smeđe; zrije od siječnja do ožujka.
- T. cunninghamii
- T. cunninghamii
- T. cunninghamii, list

## Sinonimi
- Kreysigia cunninghamii (D.Don) F.Muell.
- Kreysigia tripladenia F.Muell.